# Pilar Barrera
Pilar Barrera (Madrid, 1960) è un'attrice e ballerina spagnola, nota per aver interpretato il ruolo di Agustina López nella soap Una vita (Acacias 38).

## Biografia
Pilar Barrera è nata nel 1960 a Madrid (Spagna), fin da piccola ha mostrato un'inclinazione per la recitazione.

## Carriera
Pilar Barrera ha studiato arte drammatica presso la scuola superiore, poi si è formata in danza spagnola. Ha recitato in varie serie televisive come nel 1973 e nel 1980 in Estudio 1, nel 1975 in Este señor de negro, nel 1982 in Juanita la Larga, nel 1983 in Lecciones de tocador, nel 1984 ne La comedia e in Cosas de dos, nel 1985 in Veraneantes, nel 1986 in Tristeza de amor, nel 1987 in Cómicos, nel 1989 in Primera función, nel 1991 in Eurocops e in Las chicas de hoy en día, nel 1991 e nel 1992 in Crónicas urbanas, nel 1992 in Farmacia de guardia, nel 1994 in Habitación 503, in ¡Ay, Señor, Señor! e in Encantada de la vida, nel 1996 in Turno de oficio: Diez años después, nel 1997 in La casa de los líos e in La banda de Pérez, nel 1998 in Compañeros, nel 1999 in Petra Delicado, nel 2001 in Ciudad sur, nel 2003 in El comisario e in Hospital Central, nel 2006 in Mis adorables vecinos, nel 2007 e nel 2008 in Planta 25, nel 2017 e nel 2018 in Centro médico e nel 2019 in Derecho a soñar. Nel 2002 ha recitato nel film televisivo Clara diretto da Antonio Cuadri. Ha anche recitato in soap opere come nel 2007 e nel 2008 in Amare per sempre (Amar en tiempos revueltos), nel 2012 in Cuore ribelle (Bandolera) e dal 2017 al 2019 in Una vita (Acacias 38). Oltre ad aver recitato in serie e soap, ha preso parte anche a vari film come nel 1977 in Secretos de alcoba e in Climax, nel 1979 in Historia de 'S', nel 1981 in Kargus, nel 1982 ne L'alveare (La colmena), nel 1988 in El placer de matar, in Malaventura e in Intrighi e piaceri a Baton Rouge (Baton Rouge), nel 1990 in Las cartas de Alou, nel 1991 in La fuente de la edad, nel 1992 in Luz negra, nel 1995 in Belmonte, nel 1997 in Gràcies per la propina e in Al limite (Al límite), nel 2000 in Báilame el agua e in Terca vida, nel 2004 in La piel de la tierra e nel 2005 in La semana que viene (sin falta). Ha recitato anche in cortometraggi come nel 2009 in Lala e nel 2010 in Skye.

## Filmografia

### Cinema
- Secretos de alcoba, regia di Francisco Lara Polop (1977)
- Climax, regia di Francisco Lara Polop (1977)
- Historia de 'S', regia di Francisco Lara Polop (1979)
- Kargus, regia di Juan Miñón e Miguel Ángel Trujillo (1981)
- L'alveare (La colmena), regia di Mario Camus (1982)
- El placer de matar, regia di Félix Rotaeta (1988)
- Malaventura, regia di Manuel Gutiérrez Aragón (1988)
- Intrighi e piaceri a Baton Rouge (Baton Rouge), regia di Rafael Moleón (1988)
- Las cartas de Alou, regia di Montxo Armendáriz (1990)
- La fuente de la edad, regia di Julio Sánchez Valdés (1991)
- Luz negra, regia di Xavier Bermúdez (1992)
- Belmonte, regia di Juan Sebastián Bollaín (1995)
- Gràcies per la propina, regia di Francesc Bellmunt (1997)
- Al limite (Al límite), regia di Eduardo Campoy (1997)
- Báilame el agua, regia di Josetxo San Mateo (2000)
- Terca vida, regia di Fernando Huertas (2000)
- La piel de la tierra, regia di Manuel Fernandez (2004)
- La semana que viene (sin falta), regia di Josetxo San Mateo (2005)

### Televisione
- Estudio 1 – serie TV (1973, 1980)
- Este señor de negro – serie TV (1975)
- Juanita la Larga – serie TV (1982)
- Lecciones de tocador – serie TV (1983)
- La comedia – serie TV (1984)
- Cosas de dos – serie TV (1984)
- Veraneantes – serie TV (1985)
- Tristeza de amor – serie TV (1986)
- Cómicos – serie TV (1987)
- Primera función – serie TV (1989)
- Eurocops – serie TV (1991)
- Las chicas de hoy en día – serie TV (1991)
- Crónicas urbanas – serie TV (1991-1992)
- Farmacia de guardia – serie TV (1992)
- Habitación 503 – serie TV (1994)
- ¡Ay, Señor, Señor! – serie TV (1994)
- Encantada de la vida – serie TV (1994)
- Turno de oficio: Diez años después – serie TV (1996)
- La casa de los líos – serie TV (1997)
- La banda de Pérez – serie TV (1997)
- Compañeros – serie TV (1998)
- Petra Delicado – serie TV (1999)
- Ciudad sur – serie TV (2001)
- Clara, regia di Antonio Cuadri – film TV (2002)
- El comisario – serie TV (2003)
- Hospital Central – serie TV (2003)
- Mis adorables vecinos – serie TV (2006)
- Planta 25 – serie TV (2007-2008)
- Amare per sempre (Amar en tiempos revueltos) – soap opera (2007-2008)
- Cuore ribelle (Bandolera) – soap opera (2012)
- Centro médico – serie TV (2017-2018)
- Una vita (Acacias 38) – soap opera, 532 episodi (2017-2019)
- Derecho a soñar – serie TV (2019)

### Cortometraggi
- Lala, regia di Esteban Crespo (2009)
- Skye, regia di Mariela Artiles (2010)

## Teatro
- La visita, diretto da Ramón Ballesteros
- Envasadas, diretto da Elena Triviño
- Esmokin 2, diretto da Arturo Fernández
- Por los pelos, diretto da Cesáreo Estébanez
- El ignorante y el demente, diretto da Joaquín Candeias
- En el nombre de alá, diretto da José Bornás
- Andante en moto. Quijote se rueda, diretto da José Luis Jaro
- Cocinando con Elvis, diretto da Roger Peña
- Historia de un caballo, diretto da Salvador Collado
- Réquiem por un soltero, diretto da J. José Alonso Millán
- Romeo y Julieta, diretto da Francisco Suárez
- Silvia, diretto da Pilar Massa
- La discreta enamorada, diretto da Juan Pedro Aguilar
- Lisístrata, diretto da Juan Pedro Aguilar
- El cerco de numancia, diretto da Manuel Canseco
- Sólo, sólo para mujeres, diretto da Sebastián Yunyent
- La celestina, diretto da Adolfo Marsillach
- La extraña pareja, diretto da José Osuna
- La reina del Nilo, diretto da Angel Facio
- Thriller imposíble, diretto da A. García Suárez
- El astrólogo fingído, diretto da José Luis Sáinz
- La noche toledana, diretto da J. Pedro Aguilar
- Equus, diretto da Manuel Collado
- Godspell, diretto da John Tebelak
- No hay burlas con el amor, diretto da Manuel Canseco
- El rey ciervo, diretto da Juan Pedro Aguilar
- Paso a paso, diretto da Angel García Moreno
- Esta noche, gran velada, diretto da Manuel Collado

## Doppiatrici italiane
Nelle versioni in italiano dei suoi film e delle sue serie TV, Pilar Barrera è stata doppiata da:
- Maria Grazia Errigo[11] in Una vita[12]

## Riconoscimenti
- Unione degli attori Spagnoli
  - 2006: Candidata come Miglior attrice femminile non protagonista per la soap opera Amare per sempre (Amar en tiempos revueltos)